# 雅科夫·斯普林格
雅科夫·斯普林格（波蘭語：Yakov Springer，希伯來語：‎，1921年6月10日—1972年9月6日）是一名以色列男子摔跤運動員、舉重教練和裁判。他在1972年慕尼黑慘案中遇害。
斯普林格出生於波蘭。在納粹大屠殺期間，他參加了華沙猶太區起義。
斯普林格與另外10名代表以色列參加1972年慕尼黑奧運會的男子一同遇害。巴解組織黑色九月的巴勒斯坦恐怖分子將11名以色列人扣為人質，並要求釋放在以色列和德國的236名巴勒斯坦囚犯。人質和黑色九月成員抵達機場後，德國警方襲擊企圖拯救他們。該組織成員用槍和手榴彈殺死了人質。